# Martina (Mošćenička Draga)
Martina (olaszul: Martina) falu Horvátországban, Tengermellék-Hegyvidék megyében. Közigazgatásilag Mošćenička Dragához tartozik.

## Fekvése
Fiume központjától 23 km-re, községközpontjától 6 km-re délnyugatra a Tengermelléken, az Isztriai-félsziget északkeleti részén, az Učka-hegység lejtőin fekszik. Két településrészből Donja és Gornja Martinából áll, lakói földjeiket teraszosan művelik.

## Története
Nevét Szent Mártonnak szentelt templomáról kapta. 1857-ben 997, 1910-ben 146 lakosa volt. Az első világháború után az Olasz Királyság szerezte meg ezt a területet, majd az olaszok háborúból kilépése után 1943-ban német megszállás alá került. 1945 után a területet Jugoszláviához csatolták, majd ennek széthullása után a független Horvátország része lett. 2011-ben a falunak 50 lakosa volt.

## Lakosság
| Lakosság változása | Lakosság változása | Lakosság változása | Lakosság változása | Lakosság változása | Lakosság változása | Lakosság változása | Lakosság változása | Lakosság változása | Lakosság változása | Lakosság változása | Lakosság változása | Lakosság változása | Lakosság változása | Lakosság változása | Lakosság változása |
| ------------------ | ------------------ | ------------------ | ------------------ | ------------------ | ------------------ | ------------------ | ------------------ | ------------------ | ------------------ | ------------------ | ------------------ | ------------------ | ------------------ | ------------------ | ------------------ |
| 1857               | 1869               | 1880               | 1890               | 1900               | 1910               | 1921               | 1931               | 1948               | 1953               | 1961               | 1971               | 1981               | 1991               | 2001               | 2011               |
| 997                | 895                | 221                | 200                | 150                | 146                | 489                | 490                | 135                | 115                | 96                 | 84                 | 65                 | 54                 | 44                 | 50                 |

## Nevezetességei
Szent Márton tiszteletére szentelt temploma. Egyszerű négyszög alaprajzú épület, homlokzata felett nyitott, két nyílású harangtoronnyal. Környezete meglehetősen elhanyagolt.